# Miss Earth

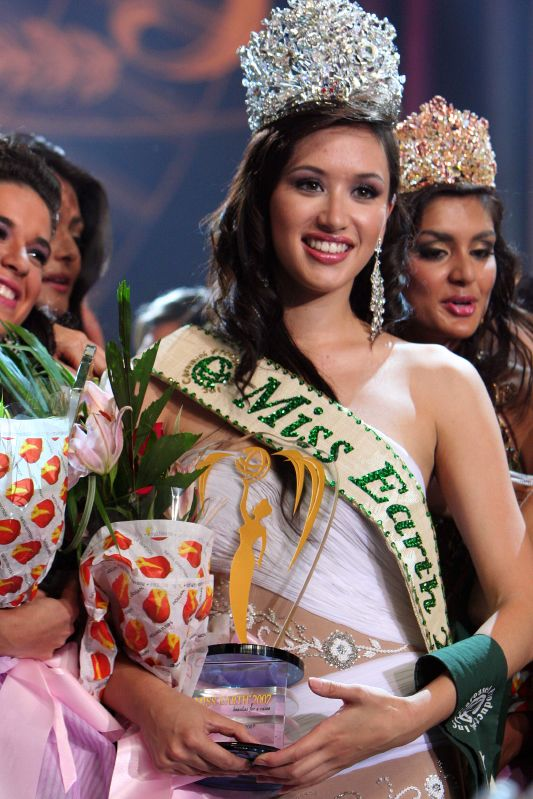
Miss Earth 2007 - Jessica Trisko.

Miss Earth – trzeci co do wielkości międzynarodowy konkurs piękności na świecie, odbywający się co roku na Filipinach (z wyjątkami w latach 2010 i 2015).
Uczestniczki rywalizują w nim o cztery tytuły:

- Miss Earth – odpowiadający tytułowi miss
- Miss Air – odpowiadający tytułowi I wicemiss
- Miss Water – odpowiadający tytułowi II wicemiss
- Miss Fire – odpowiadający tytułowi III wicemiss[1].

Miss Earth to coroczny międzynarodowy konkurs piękności, który został założony w 2001 roku. Konkurs ocenia uczestniczki pod względem urody, inteligencji i talentu. Miss Earth wyróżnia się szczególnym naciskiem na promowanie świadomości ekologicznej i ochrony środowiska. Jest to kluczowy aspekt tego konkursu i przyczynia się do jego odmienności na tle innych międzynarodowych konkursów piękności.
Zwyciężczyni konkursu Miss Earth pełni rolę ambasadorki kampanii ochrony środowiska na całym świecie.

## Wymagania
Aby startować w konkursie Miss Earth, trzeba spełniać wymagania. Kandydatka musi być:
- Urodzona jako kobieta,
- Bezdzietna, stanu wolnego,
- Minimalny wzrost 5 stóp 4 cale (162,56 cm)
- Posiada piękną twarz i proporcjonalną budowę ciała,
- Otwarta i przyjazna
- W doskonałej kondycji fizycznej
- Posiada wiedzę na temat kultury i środowiska naturalnego swojego kraju[3].

## Rozegrane konkursy i zwyciężczynie
| Rok  | Kraj                 | Zwyciężczyni        | Wiek | Miejsce                               | Data                      | Liczba uczestniczek |
| ---- | -------------------- | ------------------- | ---- | ------------------------------------- | ------------------------- | ------------------- |
| 2001 | Dania                | Catharina Svensson  | 21   | Quezon City (Uniwersytet Filipiński)  | 28 października 2001(dts) | 42                  |
| 2002 | Bośnia i Hercegowina | Džejla Glavović     | 19   | Pasay (Centrum Kultury Filipin)       | 29 października 2002(dts) | 53                  |
| 2002 | Kenia                | Winfred Omwakwe     | 20   | Pasay (Centrum Kultury Filipin)       | 29 października 2002(dts) | 53                  |
| 2003 | Honduras             | Dania Prince        | 23   | Quezon City (Uniwersytet Filipiński)  | 9 listopada 2003(dts)     | 57                  |
| 2004 | Brazylia             | Priscilla Meirelles | 21   | Quezon City (Uniwersytet Filipiński)  | 24 października 2004(dts) | 61                  |
| 2005 | Wenezuela            | Alexandra Braun     | 22   | Quezon City (Uniwersytet Filipiński)  | 23 października 2005(dts) | 80                  |
| 2006 | Chile                | Hil Hernández       | 22   | Manila (Narodowe Muzeum Filipin)      | 26 listopada 2006(dts)    | 82                  |
| 2007 | Kanada               | Jessica Trisko      | 22   | Quezon City (Uniwersytet Filipiński)  | 11 listopada 2007(dts)    | 88                  |
| 2008 | Filipiny             | Karla Henry         | 22   | Angeles (Expo Pilipino)               | 9 listopada 2008(dts)     | 85                  |
| 2009 | Brazylia             | Larissa Ramos       | 20   | Boracay (Boracay Convention Center)   | 22 listopada 2009(dts)    | 80                  |
| 2010 | Indie                | Nicole Faria        | 20   | Nha Trang (Vinpearl Amphitheater)     | 4 grudnia 2010(dts)       | 84                  |
| 2011 | Ekwador              | Olga Álava          | 23   | Quezon City (Uniwersytet Filipiński)  | 3 grudnia 2011(dts)       | 84                  |
| 2012 | Czechy               | Tereza Fajksová     | 23   | Las Piñas (Versailles Palace)         | 24 listopada 2012(dts)    | 80                  |
| 2013 | Wenezuela            | Alyz Henrich        | 22   | Las Piñas (Versailles Palace)         | 7 grudnia 2013(dts)       | 89                  |
| 2014 | Filipiny             | Jamie Herrell       | 20   | Quezon City (Uniwersytet Filipiński)  | 29 listopada 2014(dts)    | 85                  |
| 2015 | Filipiny             | Angelia Ong         | 25   | Wiedeń (Marx Halle)                   | 5 grudnia 2015(dts)       | 86                  |
| 2016 | Ekwador              | Katherine Espín     | 23   | Pasay (Mall of Asia Arena)            | 29 października 2016(dts) | 83                  |
| 2017 | Filipiny             | Karen Ibasco        | 26   | Pasay (Mall of Asia Arena)            | 4 listopada 2017(dts)     | 86                  |
| 2018 | Wietnam              | Nguyễn Phương Khánh | 23   | Pasay (Mall of Asia Arena)            | 3 listopada 2018(dts)     | 87                  |
| 2019 | Portoryko            | Nellys Pimentel     | 22   | Parañaque                             | 26 października 2019(dts) | 85                  |
| 2020 | Stany Zjednoczone    | Lindsey Coffey      | 28   | Filipiny, wirtualna koronacja         | 29 listopada 2020         | 84                  |
| 2021 | Belize               | Destiny Wagner      | 25   | Filipiny                              | 21 listopada 2021         | 80                  |
| 2022 | Korea Południowa     | Mina Sue Choi       | 23   | Parañaque, Okada Manila, Metro Manila | 29 grudnia 2022           | 85                  |
| 2023 | Albania              | Drita Ziri          | 18   | Wietnam, Ho Chi Minh                  | 22 grudnia 2023           | 85                  |
| 2024 | Australia            | Jessica Lane        | 22   | Parañaque, Okada Manila, Metro Manila | 9 listopada 2024          | 76                  |

## Kraje zwycięskie
| Liczba zwycięstw | Kraj                 | Lata                   |
| ---------------- | -------------------- | ---------------------- |
| 4                | Filipiny             | 2008, 2014, 2015, 2017 |
| 2                | Brazylia             | 2004, 2009             |
| 2                | Wenezuela            | 2005, 2013             |
| 2                | Ekwador              | 2011, 2016             |
| 1                | Dania                | 2001                   |
| 1                | Bośnia i Hercegowina | 2002                   |
| 1                | Kenia                | 2002                   |
| 1                | Honduras             | 2003                   |
| 1                | Chile                | 2006                   |
| 1                | Kanada               | 2007                   |
| 1                | Indie                | 2010                   |
| 1                | Czechy               | 2012                   |
| 1                | Wietnam              | 2018                   |
| 1                | Portoryko            | 2019                   |
| 1                | Stany Zjednoczone    | 2020                   |
| 1                | Belize               | 2021                   |

## Reprezentantki Polski w Miss Earth
| Rok  | Uczestniczka         | Rezultat     | Sukces w Polsce                          | Tytuły komplementarne                                                      |
| ---- | -------------------- | ------------ | ---------------------------------------- | -------------------------------------------------------------------------- |
| 2001 | brak udziału         | brak udziału | brak udziału                             | brak udziału                                                               |
| 2002 | Agnieszka Portka     | -            | Finalistka Miss Polski 1999              | -                                                                          |
| 2003 | Marta Matyjasik      | Miss Fire    | Miss Polonia 2002                        | Webmaster's Choice Award                                                   |
| 2004 | Karolina Gorazda     | Top 16       | Miss Polonia 2003                        | -                                                                          |
| 2005 | Katarzyna Borowicz   | Miss Water   | Miss Polonia 2004                        | Miss Cyber-Press, Miss Pond's Youthful Beauty Award                        |
| 2006 | Francys Sudnicka     | TOP 8        | III Wicemiss Polonia 2005                | TOP 15 Najlepszej w Stroju Kąpielowym, Miss Yahweh's Springs               |
| 2007 | Barbara Tatara       | -            | Miss Polonia 2007                        | TOP 15 Najlepszej w Stroju Kąpielowym                                      |
| 2008 | Karolina Filipkowska | TOP 16       | III Wicemiss Polonia 2008                | 2. miejsce w konkursie Miss Talentu                                        |
| 2009 | Izabela Wilczek      | TOP 8        | Finalistka Miss Polonia 2007             | Top 15 Najlepszej w stroju wieczorowym                                     |
| 2010 | Beata Polakowska     | -            | Finalistka Miss Polonia 2009             | -                                                                          |
| 2011 | brak udziału         | brak udziału | brak udziału                             | brak udziału                                                               |
| 2012 | Justyna Rajczyk      | TOP 16       | Finalistka Miss Polonia 2011             | -                                                                          |
| 2013 | Aleksandra Szczęsna  | TOP 8        | II Wicemiss Polonia 2012                 | Miss Foto, Miss Broadway, Top 15 Resorts Wear                              |
| 2014 | Patrycja Dorywalska  | -            | Top 5 Miss Polonia 2012                  | 3. miejsce Najlepszej w stroju kąpielowym                                  |
| 2015 | Magdalena Ho         | -            | Miss Egzotica 2014                       | -                                                                          |
| 2016 | Magdalena Kucharska  | -            |                                          | -                                                                          |
| 2017 | Dominika Szymańska   | -            |                                          |                                                                            |
| 2018 | Aleksandra Grysz     | -            | Miss Earth Poland 2018                   |                                                                            |
| 2019 | Krystyna Sokołowska  | -            | Miss Earth Poland 2019                   |                                                                            |
| 2020 | Sabina Półtawska     | TOP 8        | Miss Air Poland 2019                     | Miss Sukni Wieczorowych Europa, 3. miejsce Miss Strojów Kąpielowych Europa |
| 2021 | brak udziału         | brak udziału | brak udziału                             | brak udziału                                                               |
| 2022 | Julia Baryga         | -            | II Wicemiss Polonia 2021/2022            |                                                                            |
| 2023 | Ewa Jakubiec         | -            | Miss Polonia 2023                        |                                                                            |
| 2024 | Julia Zawistowska    | TOP 20       | Miss Piękna z Przesłaniem (Polonia 2024) |                                                                            |

## Tabela wszech czasów
| Rank | Kraj                 | Miss Earth         | Miss Air           | Miss Water         | Miss Fire | Półfinał | Razem |
| 1    | Brazylia             | 2                  | 3                  | 0                  | 2         | 1        | 8     |
| 2    | Filipiny             | 2                  | 2                  | 3                  | 0         | 7        | 14    |
| 3    | Wenezuela            | 2                  | 1                  | 4                  | 2         | 3        | 12    |
| 4    | Stany Zjednoczone    | 1                  | 2                  | 0                  | 0         | 7        | 10    |
| 5    | Indie                | 1                  | 2                  | 0                  | 0         | 3        | 6     |
| 6    | Ekwador              | 1                  | 1 (zdetronizowana) | 0                  | 0         | 1        | 3     |
| 7    | Czechy               | 1                  | 0                  | 0                  | 0         | 5        | 6     |
| 8    | Bośnia i Hercegowina | 1 (zdetronizowana) | 0                  | 0                  | 0         | 3        | 4     |
| 9    | Chile                | 1                  | 0                  | 1                  | 0         | 3        | 5     |
| 10   | Honduras             | 1                  | 0                  | 0                  | 0         | 1        | 2     |
| 11   | Dania                | 1                  | 0                  | 0                  | 1         | 0        | 2     |
| 12   | Kanada               | 1                  | 0                  | 0                  | 0         | 0        | 1     |
| 12   | Kenia                | 1                  | 0                  | 0                  | 0         | 0        | 1     |
| 12   | Belize               | 1                  | 0                  | 0                  | 0         | 0        | 1     |
| 13   | Rosja                | 0                  | 1                  | 0                  | 1         | 4        | 6     |
| 14   | Martynika            | 0                  | 1                  | 0                  | 0         | 2        | 3     |
| 15   | Dominikana           | 0                  | 1                  | 0                  | 0         | 1        | 2     |
| 16   | Tanzania             | 0                  | 1                  | 0                  | 0         | 1        | 2     |
| 17   | Austria              | 0                  | 1                  | 0                  | 0         | 0        | 1     |
| 18   | Tajlandia            | 0                  | 0                  | 2 (zdetronizowana) | 1         | 6        | 9     |
| 19   | Polska               | 0                  | 0                  | 1                  | 1         | 7        | 9     |
| 20   | Holandia             | 0                  | 0                  | 0                  | 0         | 2        | 2     |
| 21   | Mjanma               | 0                  | 0                  | 0                  | 0         | 1        | 1     |
| 21   | Portoryko            | 0                  | 0                  | 0                  | 0         | 1        | 1     |